# Olaf Ephraim
Olaf René Ephraim (Rotterdam, 30 september 1965) is een voormalig Tweede Kamerlid en voormalig bankier. Hij was penningmeester en bestuurslid van Forum voor Democratie en werd bij de Tweede Kamerverkiezingen 2021 tot Kamerlid verkozen. Hij verliet de partij in mei 2021 en ging verder als Kamerlid van de Groep Van Haga. Op 2 augustus 2023 verliet hij de Groep Van Haga en vormde de fractie Lid Ephraim. Op 5 december 2023 nam hij afscheid van de Tweede Kamer.

## Jeugd en opleiding
Ephraim werd in 1965 in Rotterdam geboren en groeide op in Het Gooi. Zijn vader was arts en had tijdens de Tweede Wereldoorlog onderduikende Joodse kinderen geholpen. Ephraim volgde tussen 1978 en 1983 het gymnasium aan Het Baarnsch Lyceum. Vervolgens studeerde hij aan de Universiteit van Amsterdam (UvA), waar hij in 1985 een propedeuse in rechten haalde en in 1987 een master in Economics, Banking, Corporate, Finance and Securities Law.

## Carrière
Na het behalen van zijn master is Ephraim voor de bank Pierson, Heldring & Pierson gaan werken als hoofd van fixed income. Vanaf 1994 was hij strategisch planner en senior risicomanager bij de bank, die inmiddels na een fusie MeesPierson heette. Toen Fortis MeesPierson overnam in 1996, werd Ephraim directeur van de afdeling MeesPierson Trading Partners. In 1999 werd hij benoemd tot mededirecteur van Global Securities Lending and Arbitrage (GSLA), wat uitgroeide tot de meest winstgevende afdeling van Fortis. Follow the Money berichtte dat die afdeling een aanzienlijk deel van haar winsten behaalde door een belastingtruc, waarbij van dividendstrippen gebruik werd gemaakt – iets wat de CumEx-Files blootlegden.
Ephraim en Frank Vogel, de andere directeur van GSLA, werden in april 2005 ontslagen. Volgens Fortis weigerden ze mee te werken aan een reorganisatie die ervoor zou zorgen dat GSLA onder de afdeling merchant banking zou vallen. Vogels raadsman beweerde daarentegen dat Fortis van Ephraim en Vogel af wilde vanwege hun bonusregeling. Ephraim verdiende daardoor namelijk bijna twee keer zoveel als de bestuursvoorzitter van Fortis. Volgens de rechter had Fortis incorrect gehandeld: er was geen goede reden voor de ontslagen en het vertrek was onnodig vernederend. De kantonrechter veroordeelde Fortis om de directeuren beide €900.000 als ontslagvergoeding te betalen, terwijl ze €7 miljoen per persoon geëist hadden. Ephraim en Vogel kondigden nieuwe juridische procedures aan om onbetaalde bonussen en een vergoeding voor reputatieschade te ontvangen.
Na zijn vertrek bij Fortis werd Ephraim een informal investor als eigenaar van het bedrijf Superzaken Investments en daarnaast was hij tussen 2007 en 2015 lid van de raad van bestuur van het Deminor Active Governance Fund. Later gaf hij ook gastcolleges bij de Academie voor Bank en Verzekeringen, een samenwerking van de UvA en NIBE-SVV.

## Politiek
Ephraim werd in 2017 lid van Forum voor Democratie (FVD) en trad in november 2019, enkele maanden na het royement van penningmeester Henk Otten, toe tot het bestuur van de partij als penningmeester. In oktober 2020 werd bekendgemaakt dat Ephraim als zesde op de kandidatenlijst van FVD zou verschijnen bij de Tweede Kamerverkiezingen 2021.
In de daaropvolgende maand verscheen er in Het Parool een artikel over antisemitische berichten in WhatsAppgroepen van de jongerenafdeling van Forum voor Democratie. De afdeling koos Ephraim en twee anderen om de kwestie te onderzoeken. Het Parool berichtte dat hij eerder al betrokken was geweest bij het royeren van klokkenluiders na het verschijnen van een artikel in HP/De Tijd in april, dat ook over extremistische berichten van de afdeling ging. Na de onthullingen over de antisemitische berichten beschuldigden meerdere prominenten van Forum voor Democratie partijleider Thierry Baudet ervan dat hij extremistische uitspraken had gedaan tijdens een diner. Ephraim, een van de vier bestuursleden, verdedigde Baudet door te zeggen dat Baudet provocerende dingen had gezegd, maar dat hij geen "fascist, homofoob of nazisympathisant" is. Er ontstond een impasse, omdat twee bestuursleden Baudet steunden en twee niet. Uiteindelijk werd over Baudets lot besloten in een ledenreferendum, waarbij 76% hem als partijleider wilde behouden. Door het vertrek van een aantal prominente leden steeg Ephraim naar de derde plaats op de kandidatenlijst voor de verkiezingen in 2021.
In maart 2021 werd hij verkozen tot Tweede Kamerlid met 989 voorkeurstemmen en zijn beëdiging vond plaats op 31 maart. Ephraim was in januari afgetreden als penningmeester, maar was toen aangebleven als algemeen bestuurslid. In de Tweede Kamer werd hij woordvoerder van financiën, de euro en cultuur en hij werd lid van de volgende commissies:
- Contactgroep Duitsland
- Contactgroep Verenigd Koninkrijk
- Vaste commissie voor Europese Zaken
- Vaste commissie voor Financiën
- Kunstcommissie
- Vaste commissie voor Rijksuitgaven

Op 13 mei 2021 maakte Ephraim bekend samen met Hans Smolders en Wybren van Haga als zelfstandige fractie (Groep Van Haga) door te gaan in de Tweede Kamer vanwege "een verschil van inzicht (...) over de manier waarop politiek bedreven wordt". Volgens het persbericht dat Van Haga die dag op Twitter publiceerde "blijft het oorspronkelijke partijprogramma van FVD leidend". Ephraim verliet tegelijkertijd alle commissies waarvan hij lid was met uitzondering van de Kunstcommissie. In de voorgaande week had Van Haga een Bevrijdingsdagposter van de partij bekritiseerd, waarop werd gesuggereerd dat Nederland zijn naoorlogse vrijheid had verloren door de COVID-19-lockdown. Partijleider Baudet had geweigerd zijn excuses aan te bieden en had het creëren van controverses een onmisbaar onderdeel van Forum voor Democratie genoemd. Toen Van Haga kort daarop de partij Belang van Nederland (BVNL) oprichtte, sloot Ephraim zich daarbij aan. Hij was een van de lijstduwers van de partij in Amsterdam bij de gemeenteraadsverkiezingen in 2022. Toen Van Haga weigerde Ephraim op de kandidatenlijst voor de Kamerverkiezingen van 2023 te zetten vanwege diens verleden in de financiële sector, stapte Ephraim op 2 augustus 2023 uit de Groep Van Haga en vormde de nieuwe fractie Lid Ephraim. Ephraim bleef wel lid van BVNL. Op 5 december nam hij afscheid van de Tweede Kamer.

## Privé

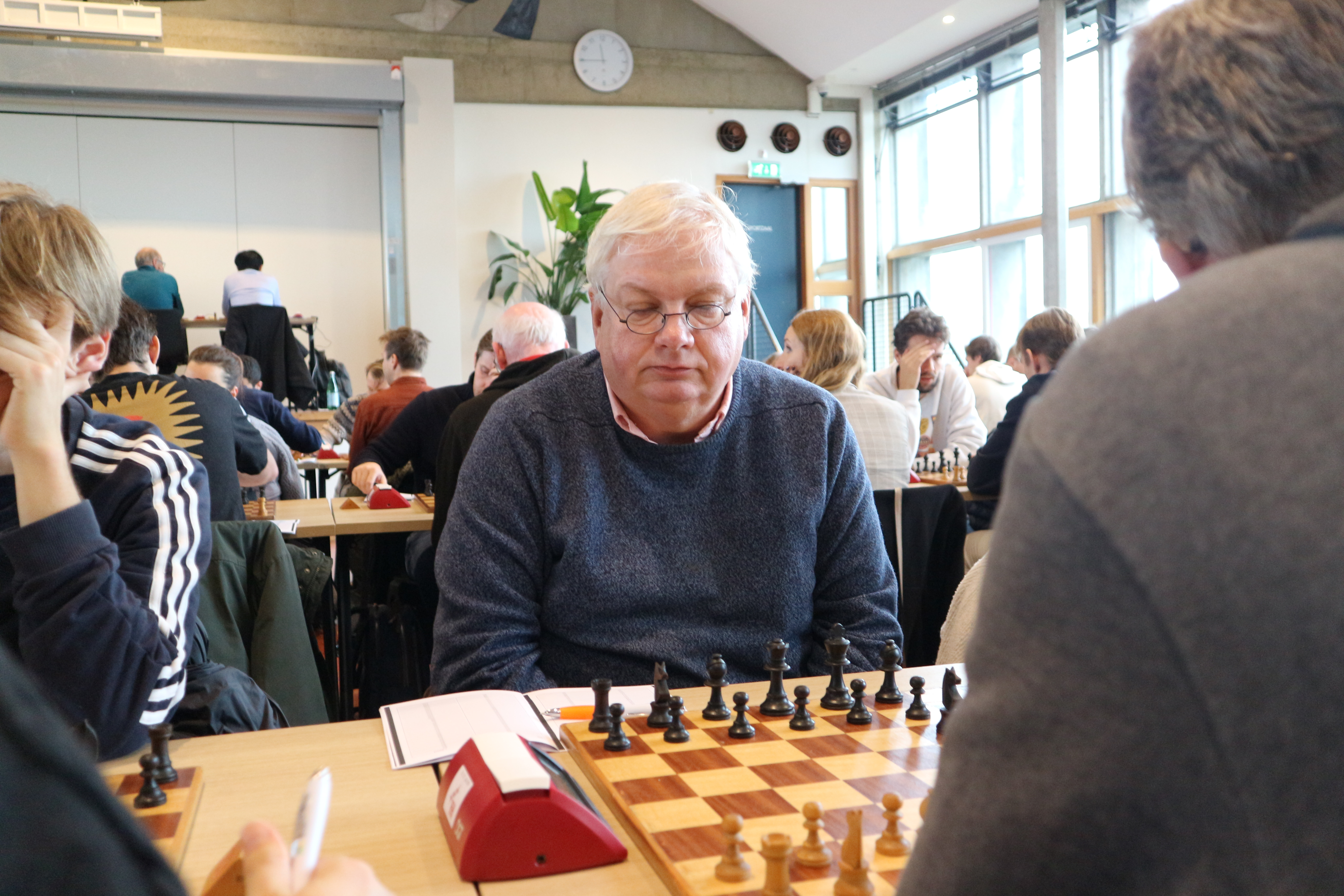
Olaf Ephraim bij het Amsterdam Chess Open 2023

Ephraim heeft een vrouw en twee dochters. Hij is sinds zijn jeugd een fanatiek schaker, speelt bij Caïssa en heeft meermaals aan prestigieuze schaaktoernooien meegedaan, zoals het Tata Steel-schaaktoernooi en het Amsterdam Chess Open. Zijn FIDE-rating bereikte 2.105 in april 2013.
Ephraim trad daarnaast begin jaren 2000 op als cabaretier.
- Parlement.com: vldgbtspxpx1